# Jan Czechowski (oficer)
Jan Czechowski (ur. 22 lutego 1892 w Kole, zm. 29 marca 1947 w Warszawie) – major piechoty Wojska Polskiego, działacz niepodległościowy, kawaler Orderu Virtuti Militari.

## Życiorys

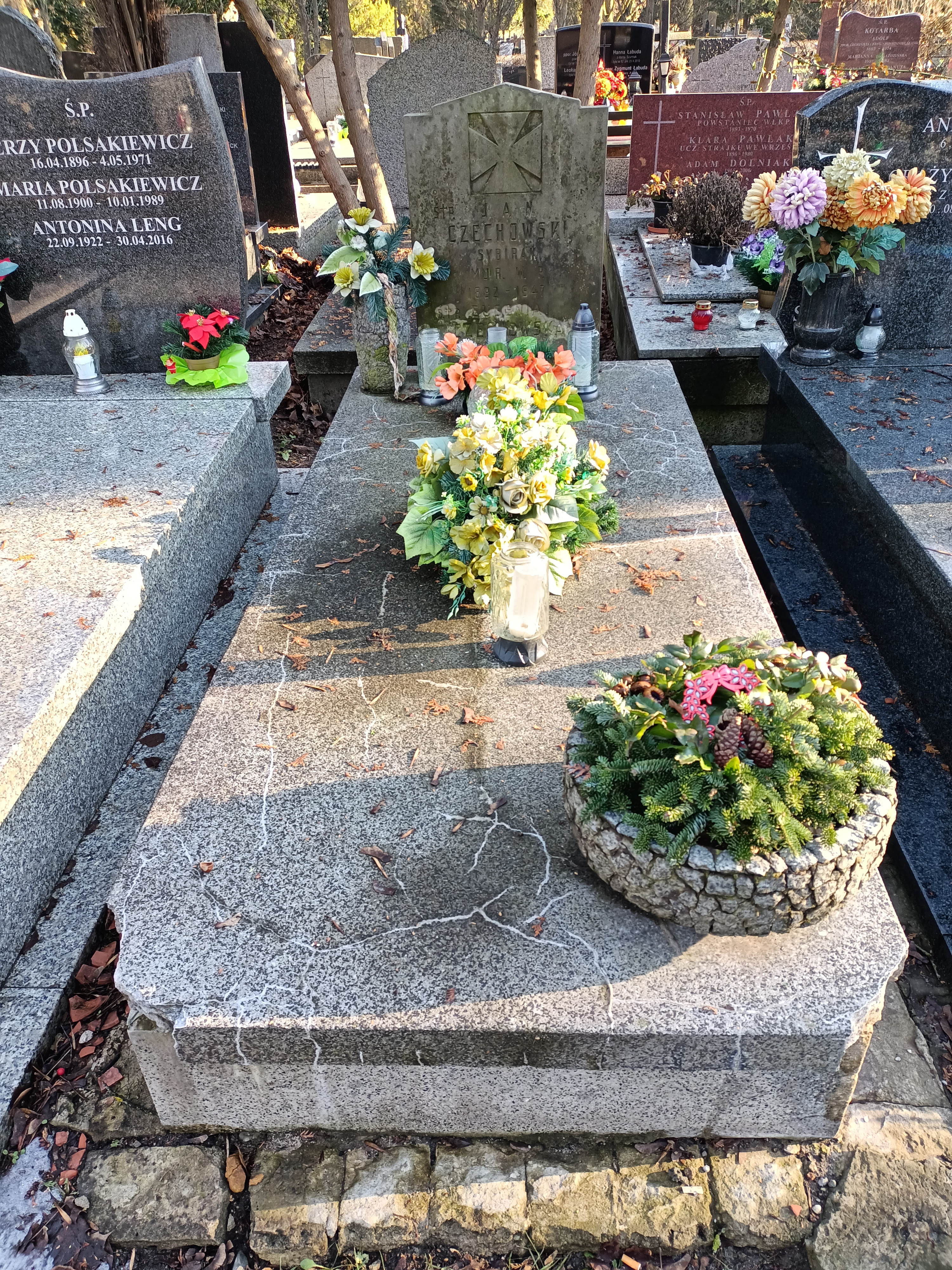
Grób Jana Czechowskiego na Cmentarzu Wojskowym na Powązkach

Urodził się 22 lutego 1892 w Kole, ówczesnym mieście powiatowym guberni kaliskiej, w rodzinie Józefa i Olgi z domu Blymel. Do Wojska Polskiego został przyjęty z byłych Korpusów Wschodnich i byłej armii rosyjskiej. Służył w 3 Pułku Syberyjskim, który później został przemianowany na 84 Pułk Piechoty. 3 maja 1922 został zweryfikowany w stopniu kapitana ze starszeństwem z 1 czerwca 1919 i 839. lokatą w korpusie oficerów piechoty. W 1923 pełnił obowiązki komendanta kadry batalionu zapasowego 84 pp w Kobryniu, a w następnym roku został wyznaczony na stanowisko kwatermistrza. Z dniem 23 czerwca 1925 został przeniesiony do Korpusu Ochrony Pogranicza. Służył w 4 batalionie granicznym w Dederkałach i 23 batalionie granicznym w Oranach. 12 kwietnia 1927 został mianowany majorem ze starszeństwem z 1 stycznia 1927 i 56. lokatą w korpusie oficerów piechoty. W listopadzie 1927 został przeniesiony z KOP do 20 Pułku Piechoty w Krakowie na stanowisko dowódcy III batalionu. W kwietniu 1928, w związku z likwidacją III batalionu, został przesunięty na stanowisko dowódcy I batalionu. W marcu 1929 został przeniesiony do Komendy Placu w Krakowie na stanowisko referenta dyscypliny i bezpieczeństwa. Od listopada 1932, po zwolnieniu ze stanowiska pułkownika Rolanda Bogusza, pełnił w zastępstwie obowiązki komendanta miasta Kraków. W marcu 1934 został zwolniony z zajmowanego stanowiska i oddany do dyspozycji dowódcy Okręgu Korpusu Nr V, a z dniem 31 lipca tego roku przeniesiony w stan spoczynku. Po zwolnieniu ze służby zamieszkał w Warszawie przy ul. Księcia Janusza 72 bud. 19 m. 3. Zmarł 29 marca 1947 w Warszawie i został pochowany na Cmentarzu Wojskowym na Powązkach (kwatera C15, rząd 1, grób 20). W tym samym grobie została pochowana Eugenia Maria Czechowska z domu Joss (1894–1984).
Był żonaty, miał dwóch synów: Zdzisława (ur. 9 grudnia 1922) i Janusza (ur. 19 lutego 1926).

## Ordery i odznaczenia
- Krzyż Srebrny Orderu Wojskowego Virtuti Militari nr 6807 – 10 maja 1922[20][2][21]
- Krzyż Niepodległości – 2 sierpnia 1931 „za pracę w dziele odzyskania niepodległości”[22]
- Krzyż Walecznych trzykrotnie[23][21]
- Medal Pamiątkowy za Wojnę 1918–1921[23]
- Medal Dziesięciolecia Odzyskanej Niepodległości[23]
- Odznaka za Rany i Kontuzje z dwiema gwiazdkami[24]
- francuski Medal Pamiątkowy Wielkiej Wojny[23]
- Medal Zwycięstwa[23][25]